# Nāga

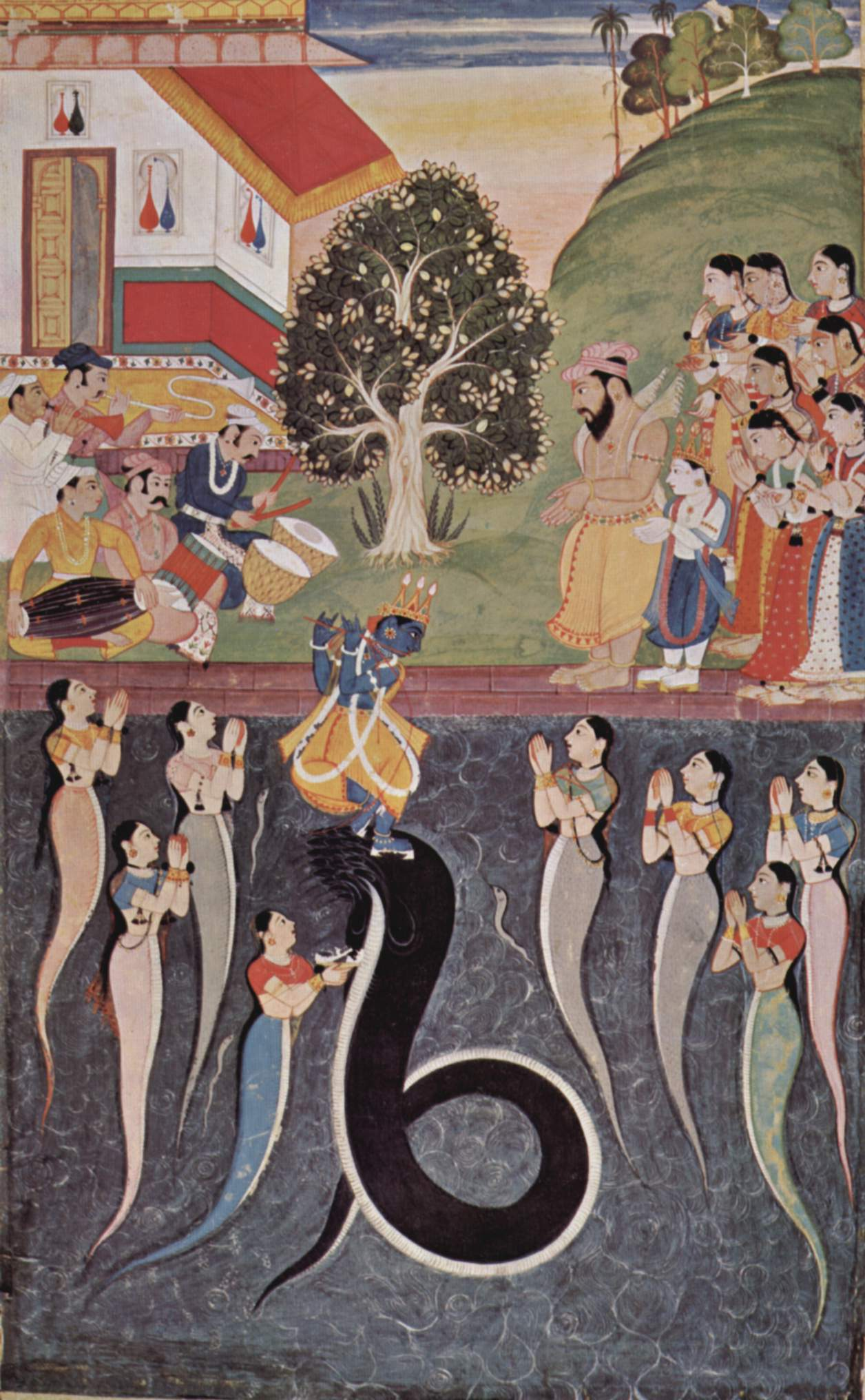
Nagues amb Kalia i Krixna al riu Yamuna

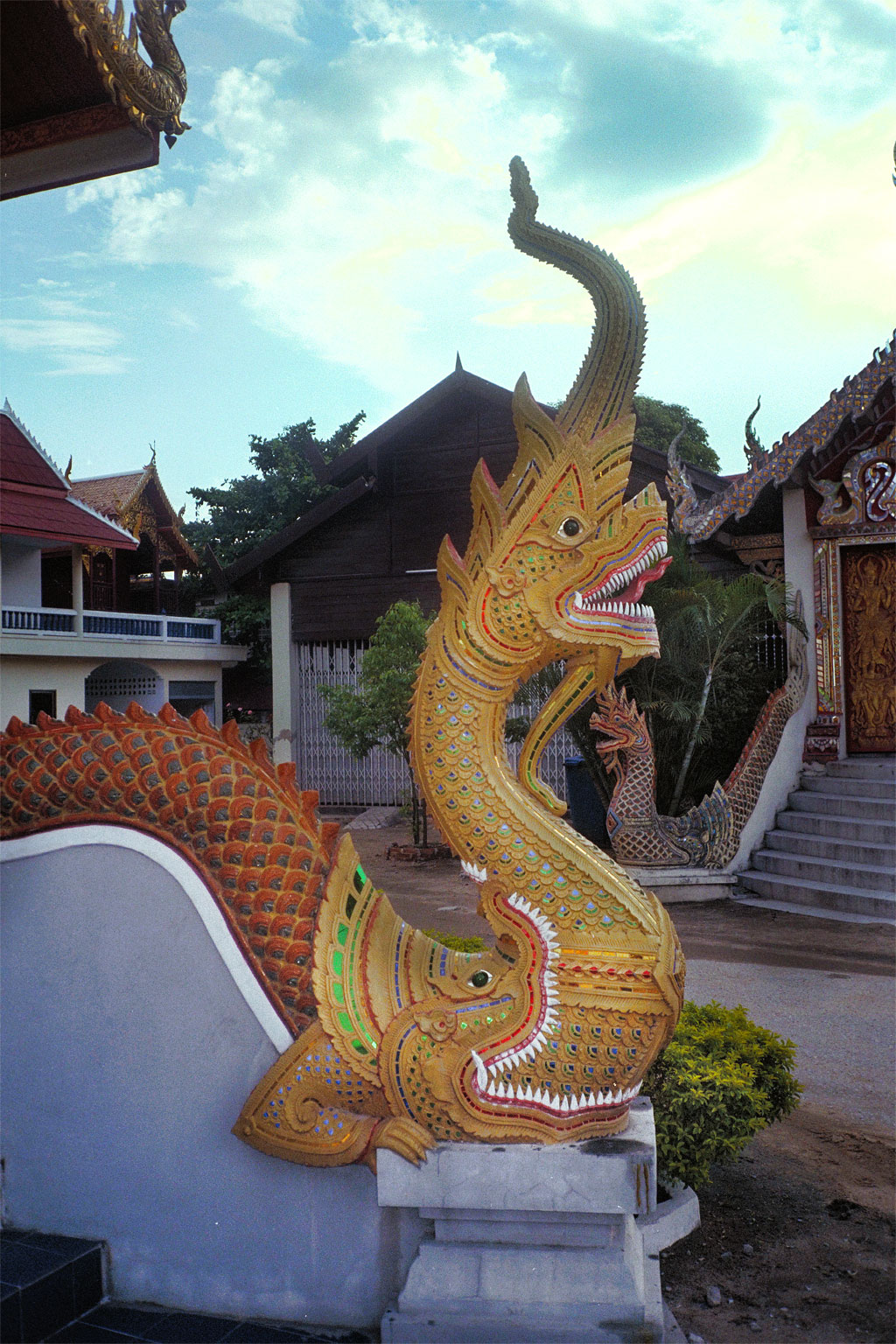
Una naga com a esperit guardià d'un temple a Chiang Mai, Tailàndia

Un nāga (sànscrit i pali: नाग) o naga és un ésser o classe de déu o entitat, en forma d'una gran serp, que es troba en l'hinduisme i el budisme. L'ús del terme nāga és ambigu, ja que la paraula també es pot referir, en contextos similars, a una de les diverses tribus d'humans coneguda com a "nāgues"; als elefants, i a quasi totes les serps, sobretot la cobra reial i la cobra de l'Índia. Una nāga femella és una nāgī o nāginī.

## Etimologia
En sànscrit, una nāgaḥ (नागः) és una cobra, un tipus de serp (serp encaputxada). Un sinònim de nāgaḥ és phaṇin (फणिन्). Hi ha diverses paraules per a 'serp', en general, i una de les més comunes és sarpaḥ (सर्पः). A vegades, la paraula nāgaḥ també es fa servir genèricament en el sentit de 'serp'.

## Garuda i les nagues
La gran Nèmesi de les naga en el Mahabharata és l'home-ocell gegantí Garuda. Garuda i les naga en un principi eren cosins. El savi Kashyapa tenia dues esposes, Kadru i Vinata, cadascuna tenia el seu propi desig, la primera volia molta descendència i la segona poca, però poderosa. Kadru va fer que de 1.000 ous seus nasquessin serps i, de Vinata, en van néixer dos, el déu sol Surya i Garuda. Amb una aposta, Vinata va esdevenir l'esclava de la seva germana i, com a resultat d'això, el fill de Vinata, Garuda, havia de fer el que volguessin les serps. Encara que ho complí, el seu odi i rancor feren que mai cedís. Quan demanà a les serps el que s'hauria de fer perquè l'alliberessin del seu captiveri, li digueren que hauria de portar-los amrita, l'elixir de la immortalitat. Garuda va robar l'elixir als déus i el va portar a les serps com a compliment del seu tracte, però amb un estratagema els impedí participar-hi i és ell el qui acabà aconseguint la immortalitat. A partir d'aquell moment en endavant, se'ls considera enemics i aliment (Llibre I: Adi Parva, Seccions 16ff.).

## Nāga en l'hinduisme
Les històries de les nāgues són, en gran manera, producte de les tradicions culturals contemporànies de les regions sobretot hindús d'Àsia (Índia, Nepal i a l'illa de Bali). A l'Índia, les nāgues es consideren la natura i els esperits protectors de les deus, pous i rius, i sovint són representades com a guardianes del tresor. Són objecte de gran devoció en algunes parts de l'Índia, on es creu que porten pluja, fertilitat i la prosperitat als que les veneren. Es fan grans i cars rituals en el seu honor com la Nagamandala. També poden portar desastres com inundacions o sequeres. Segons les tradicions, les nāgues només són malèvoles amb els éssers humans quan han estat objecte de maltractaments. Són susceptibles de ferir la humanitat si es fan accions irresponsables contra el medi ambient. Algunes comunitats del nord de l'Índia anomenades Nagavanshi es consideren descendents de les nagues. Segons Beer (1999), la naga i el cintamani sovint són representats junts i associats directament amb la literatura.
Varuna, el déu vèdic de les tempestes, és considerat el rei de les nagues. Les nagues viuen a Pātāla, el setè regne. Es tracta dels fills de Kashyapa i Kadru. Entre les nagues més destacades de l'hinduisme, hi ha Manasa, Shesha o Sesa i Vasuki.
Les nagues també porten l'elixir de la vida i la immortalitat. Garuda els va dur i va posar una tassa amb l'elixir a terra i en va treure Indra. Però van caure unes gotes sobre l'herba. Les nagues van llepar les gotes, però, en fer-ho, la gespa els va tallar les llengües i, des de llavors, les seves llengües es bifurquen.
Vixnu és descrit originalment en forma de serp per la naga Shesha o reposant sobre Shesha, però la iconografia s'ha estès a altres deïtats també. La serp és una característica comuna en la iconografia de Ganesha i apareix amb moltes formes: al voltant del coll, usant-se com un fil sagrat (sànscrit: yajñyopavīta) al voltant de l'estómac com un cinturó, en una mà, al voltant dels turmells com un tron. Xiva es veu sovint engalanada amb una serp.
Segons Chattampi Swamikal, un sant hindú que interpreta els textos antics tàmil, les nairs eren nakes (naga o serp) que van governar com a senyors feudals al Regne Txera. Algunes comunitats al nord de l'Índia anomenades Nagavanshi es consideren descendents de les nagues.

## Nāga en el budisme
Les tradicions sobre les nagues són molt comunes en tots els països budistes d'Àsia. En molts països, la naga és un concepte que s'ha fusionat amb les tradicions locals de les grans i intel·ligents serps o dracs. Al Tibet, la naga s'equiparava amb el Klu (pronunciat lu), esperits que viuen en els llacs i rius subterranis, que guarden tresors. A la Xina, la naga s'identificava amb la lóng o drac xinès.
La naga budista, generalment, té forma d'una gran serp, la cobra, normalment amb un sol cap, però a vegades en pot tenir molts. Almenys algunes nagues poden usar poders màgics per a transformar-se en humans. En la pintura budista, la naga es representa amb freqüència com un ésser humà amb una serp o drac com un apèndix que s'allarga del cap. Una naga en forma humana va intentar convertir-se en un monjo, i quan li van dir que això era impossible, el Buda li va dir que la forma d'assegurar-se que seria el renaixement d'una persona seria si era capaç de convertir-se en un monjo.
Es creu que les nagues viuen en el món Sumeru, entre les altres deïtats menors i en diverses parts de la Terra habitada pels humans. Algunes d'aquestes són les habitants de l'aigua, que viuen en els rius o el mar, d'altres són habitants de la Terra, que viuen en cavernes subterrànies. Algunes dormen en la part superior de les muntanyes. La seva alimentació inclou les formigues i els encanta la llet.
Les nagues estan al servei dels Virūpākṣa (pāli: Virūpakkha), un dels quatre guàrdies dels reis del Cel que guarden l'oest. Actuen com a guàrdies del món Sumeru, protegint les deves de Trāyastriṃśa de l'atac de les asures.
Entre les nagues més destacades de la tradició budista sobresurt Mucalinda, protectora de Buda. Segons Beer (1999), en les tradicions vajrayana i mahasiddha moltes nagues notables totalment il·luminades van transmetre o transportar la terma dins i fora del regne dels humans, que s'havia fet i codificat per adeptes.